# Сокол (Богородський район)
Сокол (рос. Сокол) — присілок в Богородському районі Нижньогородської області Російської Федерації.
Населення становить 150 осіб. Входить до складу муніципального утворення Дуденевська сільрада.

## Історія
Від 2004 року входить до складу муніципального утворення Дуденевська сільрада.

## Населення
| 1999 | 2002 | 2010 |
| ---- | ---- | ---- |
| 204  | ↘191 | ↘150 |